# Dolichopus sabinus
Dolichopus sabinus är en tvåvingeart som beskrevs av Alexander Henry Haliday 1838. Dolichopus sabinus ingår i släktet Dolichopus och familjen styltflugor. Enligt den finländska rödlistan är arten nära hotad i Finland. Arten är reproducerande i Sverige. Artens livsmiljö är strandängar vid Östersjön. Inga underarter finns listade i Catalogue of Life.